# イット・キープス・レイニン
イット・キープス・レイニン (It Keeps Rainin' )は、デイヴ・バーソロミュー、ファッツ・ドミノ、ボビー・チャールズが作詞・作曲し、ファッツ・ドミノがレコーディングした1961年の楽曲。
この曲は1960年12月、ニューオーリンズでレコーディングされ、翌1961年1月インペリアル・レコード・リリースのアルバム『I Miss You So』に収録、同年5月にはシングルとしてもリリースになった。

## 概要
「イット・キープス・レイニン」は、「ウォーキング・トゥ・ニューオーリンズ」などと並び、ドミノが取り上げたボビー・チャールズ作の楽曲のひとつである。元々は歌詞が異なる「Little Rascal」という楽曲だった。リズム・トラック付きのデモ版レコーディングを公演のためデトロイトにいたファッツに送ったところ、そのテープにはヴォーカルが入っておらず、ドミノはそのリズム・トラックに新しい歌を加えて「イット・キープス・レイニン」を完成させた。なお、チャールズは自分の書いた歌詞の方がよかったと述べているが、そちらの方はリリースされていない。

## チャート
米国では、ビルボードポップ・チャートで最高位23位、R&Bチャートの18位を記録した。英国ではロンドンレコードからシングル・リリースとなり、UKシングルズ・チャートの49位を記録している。
| チャート (1961年)                    | 最高位 |
| ------------------------------------ | ------ |
| US Billboard Hot 100                 | 23     |
| US Hot R&B/Hip-Hop Songs (Billboard) | 18     |
| UK シングルス (OCC)                  | 49     |

## 参加ミュージシャン
- ファッツ・ドミノ Fats Domino - ヴォーカル、ピアノ
- クラレンス・フォード Clarence Ford - バリトン・サックス
- ロバート・"バディ"・ヘイガンズ Robert "Buddy" Hagans - テナー・サックス
- リー・アレン Lee Allen - テナー・サックス
- デイヴ・バーソロミュー Dave Bartholomew - トランペット
- ロイ・モントレル Roy Montrell - ギター
- ジミー・デイヴィス Jimmy Davis - ベース
- コーネリアス・"テヌー"・コールマン Cornelius "Tenoo" Coleman - ドラムス

## 主なカバー・バージョン
ジャマイカ系イギリス人のレゲエ・アーティスト、ビティ・マクリーンが1993年に「It Keeps Rainin' (Tears from My Eyes)」とのタイトルで取り上げ、ヴァージン・レコードよりシングルでリリース。またアルバム『Just to Let You Know...』に収録された。これはマクリーンのデビュー曲で、英国チャートのトップ10に7週間ランクインするシングル・ヒットとなり、最高位は3位を記録している。
チャールズ自らがこの曲を歌ったバージョンはリリースされていない。
| 年     | アーティスト名                                         | 収録アルバム                              |
| ------ | ------------------------------------------------------ | ----------------------------------------- |
| 1993年 | ビティ・マクリーン                                     | 『Just to Let You Know...』               |
| 2007年 | ロバート・プラント・ウィズ・リル・バンド・オ・ゴールド | 『Goin' Home - A Tribute to Fats Domino』 |